# X kadencja Sejmu Krajowego Galicji
X kadencja Sejmu Krajowego Galicji – dziesiąta kadencja Sejmu Krajowego Galicji, odbywająca się w latach 1913–1914 we Lwowie.

## Sesje Sejmu

### I sesja
Pierwsza sesja odbyła się w dniach 5 grudnia 1913 – 14 marca 1914. Marszałkiem krajowym był Adam Gołuchowski, zastępcą Kostiantyn Czechowycz, namiestnikiem Witold Korytowski, komisarzem rządowym Stanisław Grodziski.
W czasie sesji powołano 16 komisji (zwanych wydziałami). Odbyto 15 posiedzeń. Kolejne sesje Sejmu nie odbyły się z powodu wybuchu I wojny światowej.

## Skład Sejmu

### Wiryliści
- Józef Bilczewski – rzymskokatolicki arcybiskup lwowski
- Andrzej Szeptycki – greckokatolicki arcybiskup lwowski, metropolita halicki
- Józef Teodorowicz – ormiańskokatolicki arcybiskup lwowski
- Leon Wałęga – rzymskokatolicki biskup tarnowski
- Józef Sebastian Pelczar – rzymskokatolicki biskup przemyski
- Adam Stefan Sapieha – rzymskokatolicki biskup krakowski
- Kostiantyn Czechowycz – greckokatolicki biskup przemyski
- Hryhorij Chomyszyn – greckokatolicki biskup stanisławowski
- Stanisław Starzyński – rektor Uniwersytetu Lwowskiego
- Kazimierz Kostanecki – rektor Uniwersytetu Jagiellońskiego
- Kazimierz Olearski – rektor Politechniki Lwowskiej
- Stanisław Kostka Tarnowski – prezes Akademii Umiejętności

### Posłowie obieralni

#### I kuria
- 1. Obwód krakowski:
  - Michał Bobrzyński
  - Jan Albin Goetz
  - Wacław Zaleski
  - Władysław Leopold Jaworski
  - Stefan Skrzyński
  - Antoni Wodzicki
- 2. Obwód brzeżański:
  - Franciszek Biesiadecki
  - Aleksander Krzeczunowicz
  - Mieczysław Onyszkiewicz
- 3. Obwód przemyski:
  - Aleksander Dąmbski
  - Włodzimierz Kozłowski (złożył mandat w 1914, w czasie sesji)
  - Stanisław Stadnicki
- 4. Obwód złoczowski:
  - Oktaw Sala
  - Oskar Schnell
  - Stanisław Stroński
- 5. Obwód czortkowski:
  - Artur Cielecki-Zaremba (złożył mandat w 1914)
  - Adam Gołuchowski
  - Tadeusz Cieński
- 6. Obwód tarnowski:
  - Józef Męciński
  - Jan Hupka
  - Jan Konopka
- 7. Obwód tarnopolski:
  - Ludwik Koziebrodzki
  - Władysław Józef Serwatowski
  - Michał Garapich
- 8. Obwód sanocki:
  - Kazimierz Laskowski
  - Stanisław Nowosielecki
  - Mieczysław Urbański
- 9. Obwód samborski:
  - Stanisław Wincenty Kasznica
  - Albin Rayski (złożył mandat w 1914, w czasie sesji)
  - Aleksander Skarbek
- 10. Obwód żółkiewski:
  - Stanisław Starzyński
  - Paweł Sapieha
  - Andrzej Lubomirski
- 11. Obwód sądecki:
  - Antoni Mars
  - Tadeusz Pilat
- 12. Obwód rzeszowski:
  - Stanisław Dąmbski
  - Adam Jędrzejowicz
- 13. Obwód stryjski:
  - Julian Brunicki
  - Włodzimierz Barański
- 14. Obwód stanisławowski:
  - Władysław Dzieduszycki
  - Józef Milewski
- 15. Obwód kołomyjski:
  - Mikołaj Krzysztofowicz
  - Leon Puzyna[1] (złożył mandat pod koniec 1913 w jego miejsce wybrano Stefana Moysa-Rosochackiego)
- 16. Obwód lwowski:
  - Dawid Abrahamowicz

#### II kuria
- Natan Loewenstein (Izba lwowska)
- Józef Sare (Izba krakowska)
- Stanisław Rittel (Izba brodzka)

#### III kuria
- 1. Okręg Lwów:
  - Ernest Adam
  - Stanisław Głąbiński
  - Aleksander Lisiewicz
  - Józef Neumann
  - Edmund Riedl
  - Tadeusz Rutowski
- 2. Okręg Kraków:
  - Ernest Tytus Bandrowski
  - Jan Kanty Federowicz
  - Juliusz Leo
  - Konstanty Srokowski
- 3. Okręg Przemyśl:
  - Franciszek Doliński
- 4. Okręg Stanisławów:
  - Leon Biliński
- 5. Okręg Tarnopol:
  - Józef Rajmund Schmidt
- 6. Okręg Brody:
  - Stefan Tobiasz Aszkenaze
- 7. Okręg Jarosław:
  - Władysław Jahl
- 8. Okręg Drohobycz:
  - Alfred Halban
- 9. Okręg Biała:
  - Karol Haempel
- 10. Okręg Nowy Sącz:
  - Witold Korytowski
- 11. Okręg Tarnów:
  - Tadeusz Tertil
- 12. Okręg Rzeszów:
  - Stanisław Jabłoński
- 13. Okręg Sambor:
  - Czesław Wójcicki
- 14. Okręg Stryj:
  - Marceli Misiński
- 15. Okręg Kołomyja:
  - Jan Kleski
- 16. Okręg Podgórze-Wieliczka:
  - Franciszek Maryewski
- 17. Okręg Bochnia-Wadowice:
  - Ferdynand Maiss
- 18. Okręg Gorlice-Jasło:
  - Ludomił German
- 19. Okręg Sanok-Krosno:
  - Alfred Zgórski
- 20. Okręg Brzeżany-Złoczów:
  - Stanisław Schaetzel

#### IV kuria
1. Okręg Lwów – Walerian Krzeczunowicz
2. Okręg Gródek – Stanisław Niezabitowski
3. Okręg Brzeżany – Tymotej Staruch
4. Okręg Bóbrka – Longyn Cehelski
5. Okręg Rohatyn – dr Kost Łewyćkyj
6. Okręg Podhajce – Wołodymyr Baczynśkyj
7. Okręg Zaleszczyki – dr Teofil Okunewski
8. Okręg Borszczów – ks. Ołeksandr Kapustianśkyj
9. Okręg Czortków – dr Antin Horbaczewski
10. Okręg Husiatyn – dr Iwan Kiweluk
11. Okręg Kołomyja – Kyryło Trylowski
12. Okręg Horodenka – Antoni Teodorowicz
13. Okręg Kosów – Pawło Ławruk
14. Okręg Śniatyń – Iwan Sanduliak
15. Okręg Przemyśl – Teofil Kormosz
16. Okręg Jarosław – Witold Czartoryski
17. Okręg Jaworów – Iwan Kochanowśkyj
18. Okręg Mościska – Stanisław Adam Stadnicki
19. Okręg Sambor – Feliks Sozański
20. Okręg Turka – Teodor Rożankowśkyj
21. Okręg Drohobycz – Franciszek Zamoyski
22. Okręg Rudki – Hryć Terszakoweć
23. Okręg Stary Sambor – ks. Iwan Jaworśkyj
24. Okręg Sanok – Jan Potocki
25. Okręg Lisko – August Krasicki
26. Okręg Dobromil – Paweł Tyszkowski
27. Okręg Brzozów – Stanisław Biały
28. Okręg Stanisławów – Łazar Wynnyczuk
29. Okręg Bohorodczany – Mychajło Nowakiwśkyj
30. Okręg Buczacz – Mieczysław Burzyński
31. Okręg Nadwórna – Mykoła Łahodynśkyj
32. Okręg Tłumacz – Iwan Makuch
33. Okręg Stryj – Jewhen Petruszewycz
34. Okręg Dolina – ks. Hipolit Zaremba
35. Okręg Kałusz – Iwan Kuroweć
36. Okręg Żydaczów – Łew Łewyćkyj
37. Okręg Tarnopol – Pawło Dumka
38. Okręg Skałat – Leon Jan Piniński
39. Okręg Zbaraż – Sydir Hołubowycz
40. Okręg Trembowla – Jan Gromnicki
41. Okręg Złoczów – Teodor Wanio
42. Okręg Brody – Dmytro Markow
43. Okręg Kamionka Strumiłowa – Stanisław Badeni
44. Okręg Przemyślany – Wołodymyr Synhałewycz
45. Okręg Żółkiew – Mychajło Korol
46. Okręg Sokal – Roman Perfećkyj
47. Okręg Cieszanów – ks. Seweryn Metellja
48. Okręg Rawa – Roman Sas-Załozećkyj
49. Okręg Kraków – Józef Serczyk
50. Okręg Chrzanów – Edward Mycielski
51. Okręg Bochnia – Wincenty Pilch
52. Okręg Brzesko – Szymon Bernadzikowski
53. Okręg Wieliczka – Franciszek Bardel
54. Okręg Jasło – Jędrzej Bosak
55. Okręg Gorlice – Władysław Długosz
56. Okręg Krosno – Jan Stapiński
57. Okręg Rzeszów – Wincenty Tomaka
58. Okręg Kolbuszowa – ks. Eugeniusz Okoń
59. Okręg Łańcut – Bolesław Żardecki
60. Okręg Nisko – ks. Stanisław Wolanin
61. Okręg Tarnobrzeg – Zdzisław Tarnowski
62. Okręg Nowy Sącz – Józef Maciuszek
63. Okręg Grybów – ks. Jacenty Michalik
64. Okręg Nowy Targ – Jan Bednarski
65. Okręg Limanowa – Michał Łaskuda
66. Okręg Tarnów – Wincenty Witos
67. Okręg Dąbrowa – Jakub Bojko
68. Okręg Pilzno – Adam Krężel
69. Okręg Ropczyce – Jan Siwula
70. Okręg Mielec – Andrzej Kędzior
71. Okręg Wadowice – Franciszek Górkiewicz
72. Okręg Biała – Stanisław Łazarski
73. Okręg Myślenice – Kazimierz Bzowski
74. Okręg Żywiec – Jan Zamorski